# Disjunktní množiny
V teorii množin jsou dvě množiny disjunktní, pokud nemají žádný společný prvek. Např. {1, 2, 3} a {4, 5, 6} jsou disjunktní množiny.
Dvě množiny A a B jsou disjunktní právě tehdy, když jejich průnik je prázdná množina.
{\displaystyle A\cap B=\varnothing .}
Definici lze rozšířit i na větší počet množin. Nechť jsou dány množiny Ai kde {\displaystyle i\in I} a I je indexová množina. Množiny Ai jsou po dvou disjunktní, právě když pro každá {\displaystyle j,k\in I} kde {\displaystyle j\not =k} jsou Aj a Ak disjunktní.
Pokud jsou množiny {\displaystyle A_{i}} po dvou disjunktní, platí {\displaystyle \bigcap _{i\in I}A_{i}=\emptyset }. Opačně to ale platit nemusí, například průnik všech množin {1,2}, {2,3}, {3,4}… je prázdná množina, množiny ale nejsou po dvou disjunktní

## Příklady
- Množina všech sudých čísel je disjunktní s množinou všech lichých čísel.
- Množina všech lidí, kteří byli na Měsíci, je disjunktní s množinou prezidentů USA.
- Množina všech prvočísel není disjunktní s množinou všech sudých čísel (neboť tyto dvě množiny mají společný prvek – číslo 2, které je (jediným) sudým prvočíslem).
- Buď {\displaystyle I=\mathbb {N} } indexová množina a {\displaystyle A_{i}=\{i,-i\}} pro každé {\displaystyle i\in I}. Potom množiny {\displaystyle A_{i}} jsou po dvou disjunktní.
- Buď {\displaystyle I=\mathbb {N} } indexová množina a {\displaystyle A_{i}=\{i,i+1\}} pro každé {\displaystyle i\in I}. Potom množiny {\displaystyle A_{i}} nejsou po dvou disjunktní.
- Prázdná množina je disjunktní s každou množinou.